# Ouratea microdonta
Ouratea microdonta är en tvåhjärtbladig växtart som först beskrevs av George Bentham, och fick sitt nu gällande namn av Adolf Engler. Ouratea microdonta ingår i släktet Ouratea och familjen Ochnaceae. Inga underarter finns listade i Catalogue of Life.